# Władysław Gasidło
Władysław Jan Gasidło (ur. 26 maja 1941 r. w Nowej Wsi koło Kęt) – polski duchowny katolicki, infułat, proboszcz parafii świętej Anny w Krakowie, kustosz Grobu Świętego Jana z Kęt.

## Życiorys
Urodził się w rodzinie rolniczej jako syn Jana i Anny z domu Kruczała. Po ukończeniu Wyższego Seminarium Duchownego Archidiecezji Krakowskiej otrzymał święcenia kapłańskie 11 IV 1965 r. z rąk abpa Karola Wojtyły w archikatedrze na Wawelu. Pierwszą mszę św. po święceniach odprawił 12 IV 1965 r. przy konfesji św. Jana z Kęt w  kościele św. Anny w Krakowie. Studia podyplomowe odbył na Papieskim Wydziale Teologicznym w Krakowie w Instytucie Liturgicznym (dyplom 1971) i w Instytucie Teologii Rodziny (dyplom 1973).
Jako wikariusz pełnił służbę kapłańską najpierw w parafii Podwyższenia Krzyża Świętego w Luborzycy (1965-1969), a następnie w latach 1969-1973 był wikariuszem parafii Matki Bożej Królowej Polski (Arka Pana) w Nowej Hucie-Bieńczycach. W 1973 r. został skierowany do parafii św. Anny w Krakowie, z którą jest związany najpierw jako wikariusz do 1984 roku, a po przejściu na emeryturę proboszcza tej parafii bpa Jana Pietraszki (+ 1988) w 1984 r. został jego następcą na probostwie. Obecnie (od 29 I 2008 r.) jest prepozytem Kapituły Kolegiackiej Świętej Anny w Krakowie, wicepostulatorem sprawy beatyfikacji Sługi Bożego Jerzego Ciesielskiego (od 1992 r.), postulatorem sprawy beatyfikacji Sługi Bożego bpa Jana Pietraszki (od 1994 r.) oraz Sługi Bożego Stanisława Kownackiego (od 2007 r.). W 2007 roku otrzymał tytuł infułata.

## Publikacje
- Z zagadnień etyki ogólnej (1990)[2]
- Święty Jan Kanty (1992)[3]
- Z zagadnień etyki małżeńskiej i rodzinnej (1994)[4]
- Duszpasterska troska Kardynała Karola Wojtyły o rodzinę (1996)[5]
- Święta Krystyna strażniczką Eucharystii (1997)[6]
- Rodzina, dar i zadanie, nadzieja ludzkości (1998)
- Wokół konfesji świętego Jana z Kęt : w kolegiacie świętej Anny w Krakowie (2003)[7]
- Kolegiata Uniwersytecka Świętej Anny w Krakowie (2004)[8]
- Zawierzenie Bożemu Miłosierdziu Parafii św. Anny w Krakowie (2007)[9]